# Peacock (streamingdienst)
Peacock is een Amerikaanse OTT-streamingdienst van NBCUniversal, dochteronderneming van Comcast. De streamingdienst bevat film- en televisiecontent van zowel NBCUniversal als andere film- en televisieproducenten aanbieden. De streamingdienst werd op 15 april 2020 gelanceerd voor Comcast-klanten die Xfinity Flex hebben. Op 1 mei 2020 werd het gelanceerd voor X1 klanten. De volledige versie van Peacock werd voor iedereen in de VS gelanceerd op 15 juli 2020. 

## Geschiedenis
In januari 2019 kondigde NBCUniversal, dochteronderneming van Comcast, een OTT-streamingdienst aan. Een half jaar later kreeg de streamingdienst de naam Peacock (Nederlands: pauw), een verwijzing naar het logo van NBC. De lancering is gepland voor april 2020. Er werden ook plannen aangekondigd om de streamingdienst in Europa beschikbaar te maken via Sky, de Britse dochteronderneming van Comcast. Zo is het platform sinds 2021 actief in Verenigd Koninkrijk en Ierland. In 2022 volgde Duitsland, Oostenrijk, Zwitserland en Italië. 
In Nederland is Peacock zelf niet actief, maar maakt het mee onderdeel uit van SkyShowtime.

## Soorten abonnementen
De streamingdienst heeft drie verschillende abonnementen in Amerika:
- Peacock Free

Een beperkt aanbod van films en series in combinatie met reclameboodschappen. Deze versie is gratis beschikbaar voor iedereen.
- Peacock Premium

Een aanbod van films en series in combinatie met reclameboodschappen. Deze versie wordt gratis aangeboden aan klanten van Comcast en Sky en klanten met een abonnement op betaaltelevisie van NBCUniversal. Wie geen klant van Comcast, Sky of NBCUniversal-betaaltelevisie is, betaalt hiervoor een abonnementsprijs.
- Peacock Premium (reclamevrij)

Een aanbod van films en series, reclamevrij. Klanten van Comcast en Sky en klanten met een abonnement op betaaltelevisie van NBCUniversal kunnen zich goedkoper op de reclamevrije versie abonneren. Wie geen klant van Comcast, Sky of NBCUniversal-betaaltelevisie is, betaalt hiervoor een hogere abonnementsprijs.

## Aanbod
Peacock zal hoofdzakelijk content van NBCUniversal aanbieden. Het gaat onder meer om filmproducties van Universal Pictures (waaronder producties van Focus Features en DreamWorks) en televisieproducties van NBC en Telemundo, zoals series als The Office US (2005–2013), 30 Rock (2006–2013), Happy Tree Friends (1999-2016) en Parks and Recreation (2009–2015). Daarnaast worden ook films van andere productiebedrijven aangeboden zoals van Blumhouse Productions, met de films They/Them en Night Swim. Naast bestaande content zal Peacock ook originele series uitbrengen. Het gaat onder meer om een spin-off van de realityserie The Real Housewives en reboots van de sitcom Saved by the Bell (1989–1993) en de sciencefictionserie Battlestar Galactica (1978–1979).